# Unimedia
UNIMEDIA este un portal de știri din Republica Moldova.
În acest moment este unul dintre cele mai populare site-uri de știri, analize și comentarii din Republica Moldova cu sediul la Chișinău.
UNIMEDIA face parte din grupul Interakt.
UNIMEDIA înregistrează un trafic de aproximativ 40.000-50.000 de vizitatori zilnic și peste 300 mii pe lună.
Portalul de știri UNIMEDIA a fost fondat în anul 2005 de către Tudor Darie, Dumitru Ciorici și frații Vasile și Sergiu Gălușcă. În anul 2010, site-ul a fost evaluat la peste 0.7 milioane euro. La această evaluare, compania Publika TV a procurat un pachet de acțiuni al Interakt SRL.

## Atacuri Politice
În aprilie 2008, Procuratura Generală a Republicii Moldova au cerut lista de adrese IP a comentatorilor care scriau critic la adresa guvernării comuniste. UNIMEDIA a refuzat predarea adreselor IP motivând că aceste adrese nu se stochează în termen mai mare de 10 zile.

Pe 7 aprilie 2009, în timpul protestelor în masă de la Chișinău, guvernarea comunistă a blocat accesul la site-ul de știri Unimedia.md și la multe alte site-uri de știri independente.

În mai multe rânduri, Procuratura Generală a cerut Întreprinderii de Stat MoldData să blocheze numele de domeniu UNIMEDIA.MD motivând că pe acest site de știri utilizatorii publică frecvent comentarii care ar instiga la lovitură de stat și ură interetnică.

În anul 2012 au existat mai multe presiuni în adresa UNIMEDIA. În rezultat, site-ul și-a schimbat domenul din .md în .info